# Crónicas del señor de la guerra
Crónicas del señor de la guerra (título original: The Warlord Chronicles) es una trilogía de libros sobre el Rey Arturo, escrita por Bernard Cornwell (conocido por sus aventuras de Richard Sharpe). La historia está escrita a manera de combinación entre la ficción histórica y la mitología artúrica.
Las novelas que forman la serie son:
- El rey del invierno (The Winter King, 1995)
- El enemigo de Dios (Enemy of God, 1996)
- Excalibur (Excalibur: A Novel of Arthur, 1997)

Los libros han sido publicados por Penguin y Michael Joseph en el Reino Unido y por St Martin's Press en los Estados Unidos, en ediciones de pastas duras y sencillas, cada una con permisos de autor diferentes. 
Al igual que otras tomas "históricas" sobre las leyendas artúricas, la serie postula que la época post-romana en Bretaña fue difícil para los bretones nativos, ya que estaban amenazados por la invasión de los anglosajones por el este y los motines irlandeses en el oeste. Al mismo tiempo, padecían por las luchas internas por el poder entre sus pequeños reinos y la fricción entre la vieja religión druida y el recién llegado cristianismo.
La historia fue escrita como si se realizara en la Bretaña del oscurantismo, como se describe en las leyendas galesas originales, con los tipos apropiados de tecnología, cultura, armamento y actitudes. Cornwell también rescata adiciones mitológicas posteriores, como la presencia de Guinevere y Lancelot.
El protagonista de la serie es Derfel Cadarn, un sajón convertido en bretón por Merlín, el más grande de todos los druidas. En el curso de la historia, Derfel se convierte en un gran guerrero y uno de los lugartenientes de Arturo en su guerra contra los sajones. Merlín, mientras tanto, se preocupa por tratar de restaurar los viejos dioses de Bretaña. 
Entre sus seguidores, The Warlord Chronicles es considerada a menudo como la mejor obra de Cornwell, aclamada tanto por sus cualidades de narración como por su exactitud al reflejar la vida contemporánea. El mismo Cornwell ha reconocido: "Tengo que confesar que de todos los libros que he escrito, estos tres son mis favoritos". 
Para los seguidores de la serie, la descripción que hace Cornwell de Merlin como un druida lujurioso, impulsivo, malicioso e irreverente es particularmente memorable, al igual que sus resueltas descripciones de las barbaridades del oscurantismo. También resulta interesante su solución al problema de integrar la magia de los mitos arturianos en el contexto de la ficción histórica: deja espacio al lector para que tome la "magia" retratada en la historia como tal o que la interprete como una combinación de coincidencia, psicología y tecnología primitiva. 
Isis Audio Books también ha publicado grabaciones completas de las tres novelas, leídas por Edmund Dehn.